# Susanne Wigene
Susanne Wigene (* 12. Februar 1978 in Haugesund, Norwegen) ist eine norwegische Leichtathletin. Sie hat bei einer Größe von 1,68 m ein Wettkampfgewicht von 50 kg.
Susanne Wigene hält den norwegischen Rekord über 3000 m Hindernis. Bei den Weltmeisterschaften 2005 belegte sie über 5000 m Platz 13. Bei den Leichtathletik-Europameisterschaften 2006 in Göteborg gewann sie Silber über 10.000 m und erreichte Platz 7 über 5000 m.

## Bestleistungen
- 3000 m: 8:40,23 min, 19. August 2005 in Zürich
- 5000 m: 14:48,53 min, 26. August 2005 in Brüssel
- 10.000 m: 30:32,36 min, 7. August 2006 in Göteborg
- 3000 m Hindernis: 9:45,21 min, 10. September 2004 in Königs Wusterhausen